# Baronía de Antella
La baronía de Antella es un título nobiliario español creado el 7 de mayo de 1568 por el rey Felipe II a favor de Miguel Salvador, señor de Antella.
Este título fue rehabilitado en 1915 por el rey Alfonso XIII a favor de Ramón Rovira y Orlandis, V conde de Rótova.
Su denominación hace referencia al municipio de Antella en la provincia de Valencia.

## Barones de Antella

Escudo de Antella que dio nombre a esta baronía

|                               | Titular                                                          | Periodo                |
| Creación por Felipe II        | Creación por Felipe II                                           | Creación por Felipe II |
| ----------------------------- | ---------------------------------------------------------------- | ---------------------- |
| I                             | Miguel Salvador                                                  | 1568-1578              |
| II                            | Miguel Jerónimo Salvador                                         | 1578-¿?                |
| III                           | Pedro Luis Salvador                                              | ¿?-¿?                  |
| IV                            | Francisco Salvador                                               | ¿?-¿?                  |
| V                             | Miguel Salvador                                                  | ¿?-1626                |
| VI                            | Silvia Dassio y de Castellví                                     | 1626-1670              |
| VII                           | Francisco de Castellví                                           | 1670-1680              |
| VIII                          | Vicente Castellví Dassio Salvador                                | 1680-1682              |
| IX                            | José Antonio Ferrer de Próxita y Castellví                       | 1682-1726              |
| X                             | Inés Ferrer de Próxita Zapata de Calatayud                       | 1727-1754              |
| XI                            | Joaquín Pérez de Calatayud Ferrer de Próxita                     | 1754-¿?                |
| XII                           | Vicente Pascual Vich Zapata de Calatayud y Ferrer de Próxita     | ¿?-1766                |
| XIII                          | Felicia Zapata de Calatayud y Ferrer de Próxita                  | 1766-1790              |
| XIV                           | Josefa Roca y Moreno                                             | 1790-1822              |
| XV                            | Francisco de Paula Faus y Escrivá —antes Ortiz de Rodrigo y Roca | 1822-post 1859         |
| Rehabilitado por Alfonso XIII |                                                                  |                        |
| XVI                           | Ramón Rovira y Orlandis                                          | 1915-1973              |
| XVII                          | Joaquín Rovira y de León                                         | 1973-1982              |
| XVIII                         | Ramón Rovira y Blanes                                            | 1983-2018              |
| XIX                           | Joaquín Rovira Burgués                                           | 2019-actual titular    |

## Historia de los barones de Antella
- Miguel Salvador (m. 1578),[2] I barón de Antella.[3][4] En 1567, Miguel Salvador, caballero de Valencia, compró por 42 000 libras, los lugares de Antella, Rafalet y la Xarquía, a Pedro López Pacheco Cervató Cárdenas de Portocarrero y a su hermana Juana Pacheco de Portocarrero,[5] hijos de Garci López Pacheco Cárdenas Portocarrero, señor de Chucena y de Alcalá de los Gazules, y de Ana Cervató, señora de Antella.[6] En 1568, el rey Felipe le concedió el título de barón de Estella. El 7 de agosto de 1578, Miguel Salvador fundó un mayorazgo en su testamento, con un vínculo que incluía la baronía de Antella a favor de su heredero, su hijo Miguel Jerónimo Salvador a quien habría que sucederle los hijos varones primogénitos y, en caso de extinguirse la línea masculina, «se llamaba a la sucesión a la línea femenina con la misma prelación».[5]

Casó con Isabel Ángela Font. Sucedió su hijo:
- Miguel Jerónimo Salvador, II barón de Antella.[3][5] Sin descendencia, sucedió su hermano:[3]

- Pedro Luis Salvador (m. c. 1608), III barón de Antella.[3][5] En 1608, el procurador de los herederos de Pedro Luis Salvador vendió unas propiedades para pagar a su viuda, Ana Marrades.[7]

Casó con Ana Marrades Salvador, también conocida como Ana Marrades y Vich, hija de Gaspar Marrades y Ana Vich. Sucedió su primogénito:
- Francisco Salvador (m. c. 1620), IV barón de Antella[3] quien en el 22 de julio de 1610, otorgó la carta de población de Antella.[7] Sucedió su hermano:

- Miguel Salvador (m. 1626),[8] V barón de Antella.[3] En 1614, el rey Felipe III le indemnizó con 340 libras por los daños y pérdidas a consecuencia de la expulsión de los moriscos y en 1621 el rey le concedió el privilegio para hacer «ciertas imposiciones en su baronía» también por los daños causados por la expulsión de los moriscos.[7]

Casó con Sebastiana Herrero. Sin descendencia, sucedió su sobrina, hija de su hermana Silvia y de su esposo Dionisio Dassio (Dacio), casados el 20 de marzo de 1614.
- Silvia Dassio y de Castellví, VI  baronesa de Antella.[3][7]

Casó el 11 de febrero de 1636 en la iglesia de San Martín de Valencia con Álvaro Castellví, señor de Rafelguaraf y Faldeta. En 7 de agosto de 1670, con motivo del enlace de su hijo Francisco con Vicenta Roca Cabanilles, Silvia Dassio entregó a su hijo «la baronía de Antella con la jurisdicción alta y baja, mero y mixto imperio, y todos los derechos, pactos y condiciones, donación que quedó protocolizada el 6 de octubre ante el notario Vicente Jáudenes». Como la principal sospechosa de la muerte en extrañas circunstancias de su marido, Silvia fue encarcelada. Sucedió su hijo:
- Francisco de Castellví (m. 10 de mayo de 1680), VII barón de Antella.[11]

Casó con Vicenta Roca Cabanilles. Sin descendencia, sucedió su hermano:
- Vicente Castellví Dassio Salvador (m. 1686), VIII barón de Antella.[12] Sin descendencia, le sucedió su sobrino, hijo de su hermana Juana Castellví casada con Luis Ferrer de Próxita, conde de Almenara:[3]

- José Antonio Ferrer de Próxita y Castellví, también conocido como José Antonio Ferrer de Próxita Aragón y Apiano,[3] (Badajoz, c. 1662-15 de noviembre de 1726), IX barón de Antella[13]  —sucediendo a su tío Vicente de Castellví y Dassio en 1682—,  conde de Almenara, caballero de la Orden de Montesa[14] y gentilhombre de cámara del rey Felipe V.[15]

Casó el 11 de enero de 1688 con Mariana Zapata de Calatayud y Chaves, hija de Ximén Pérez de Calatayud y de su esposa Inés María de Chaves, condes del Real y de Villamonte. Sucedió su hija:
- Inés Ferrer de Próxita Zapata de Calatayud (m. 25 de marzo de 1754),[17] X baronesa de Antella en 10 de febrero de 1727.[18][19].

Casó en 1712, siendo su segunda esposa, con su tío Ximén Pérez de Calatayud y Chaves (1682-1746), V conde del Real. Casó en 1739 con Juan José de Azlor, III conde de Guara. En 1754, sucedió su hijo del primer matrimonio:
- Joaquín Pérez de Calatayud Ferrer de Próxita, XI barón de Antella.[22] Sin descendencia, sucedió su hermano:

- Vicente Pascual Vich Zapata de Calatayud y Ferrer de Próxita (m. 18 de enero de 1766), XII barón de Antella,[23][22] XVI conde de Almenara, condado de Sinarcas, VII conde del Real[24] y vizconde de Villanueva.[22]  Sucedió su hermana:

- Felicia Zapata de Calatayud y Ferrer de Próxita (m. c. 1790), XIII baronesa de Antella,[22][25]

Casó con José Zapata de Calatayud, también llamado Bernardo de Villarig, V conde de Cirat y VI de Villafranqueza. Sin descendencia.
- Josefa Roca y Moreno (m. 4 de febrero de 1822) XIV baronesa de Antella.[22][28][29][28]

Casó en primeras nupcias con Antonio Ortiz de Rodrigo, teniente de hermano mayor y maestrante de Valencia en 1784- Después de enviudar, contrajo matrimonio el 27 de mayo de 1803 con Vicente Joaquín Noguera y Climent (Valencia, 1759-1836) que después fue el III marqués de Cáceres. Sucedió su hijo del primer matrimonio:
- Francisco de Paula Faus y Escrivá —antes Ortiz de Rodrigo y Roca— (m. después de 1859),[29] XV barón de Antella,[28] II conde de Rótova.[32] y maestrante de Valencia en 1802.[28] Fue el último señor feudal de la baronía de Antella.[33]

Rehabilitado en 1915 por
- Ramón Rovira y Orlandis (n. Palma de Mallorca, 24 de agosto de 1882-¿?), XVI barón de Antella,[4] y V conde de Rótova.[32] Era hijo de Joaquín Rovira y Merita Roca y Pascual del Pobil (Valencia, 15 de diciembre de 1853-Palma de Mallorca, 4 de agosto de 1931),[34] III conde de Rótova[32] y III barón de la Uxola y de María de la Concepción de Orlandis y Despuig.[4] Su padre, Joaquín Rovira y Merita Roca y Pascual de Pobil era hijo de Juan Rovira y Pascual de Pobil y de Joaquina Merita y Roca, II baronesa de Uxola y condesa de Rótova, hija de Vicente Merita y Albornoz, I barón de Uxola y de Leonarda Roca y Moreno (n. Valencia, 25 de septiembre de 1773),[35] hermana de Josefa Roca y Moreno, baronesa  de Antella.

Casó el 26 de noviembre de 1906, en Valencia, con María del Milagro de León y Núñez-Robres, hija de Antonio de León y Juez-Sarmiento y de María Encarnación Núñez-Robres y Salvador. Le sucedió su hijo en 1973:
- Joaquín Rovira y de León (n. Valencia, 6 de abril de 1910-1973),[4] XVII barón de Antella,[36]  IV conde de Rótova y IV barón de Uxola.[32]

Casó con María del Pilar Blanes Serra (m. Palma de Mallorca, 7 de agosto de 2007). Cedió el título a su hijo:
- Ramón Rovira y Blanes (m. Zaragoza, 21 de noviembre de 2018),[38] XVIII barón de Antella y VI conde de Rótova.[32]

Casó con Asunción María Burgués Prades (n. 1951), farmacéutica. Sucedió su hijo:
- Joaquín Rovira Burgués (n. 1983), XIX barón de Antella[39] y VII conde de Rótova.[32]